# After Hours (песня The Weeknd)
«After Hours» (с англ. — «После работы») — песня канадского певца и автора песен The Weeknd, выпущенная как первый промосингл с его четвёртого студийного альбома «After Hours» 19 февраля 2020 года.

## История и релиз
13 февраля 2020 года The Weeknd объявили название альбома с тем же названием что и песня, «After Hours», после выпуска коммерчески успешных синглов «Heartless» и «Blinding Lights». Через пять дней, 18 февраля, он объявил дату выхода «After Hours» и показал обложку альбома.

## Лирика
В тексте песни обсуждается желание The Weeknd завести детей и его желание вернуться с бывшей девушкой. Он также ссылается на свои бывшие отношения с моделью Беллой Хадид. На протяжении первой части песни Тесфайе поёт о том, что скучает по бывшей и желает примириться. Во второй половине песни он поёт о том, что конец отношений - его вина, и что если его бывшая вернётся к нему, он не разочарует её снова.

## Оценки критиков
Песня была встречена позитивно, многие критики сравнивали ее звучание с ранним материалом The Weeknd, включающим в себя альбом Trilogy.

## Участники записи
Список был взят из Tidal.
- The Weeknd — вокал, написание, производство, клавишные, программирование
- Belly — написание
- DaHeala — написание, производство, клавишные, программирование
- Illangelo — написание, производство, клавишные, программирование, инжиниринг, сведение
- Марио Винанс — написание, производство
- Шин Камияма — инжиниринг
- Дэйв Кутч — мастеринг
- Кевин Петерсон — мастеринг

## Чарты
| Чарт (2020)                                | Высшая позиция |
| ------------------------------------------ | -------------- |
| Австралия (ARIA)                           | 11             |
| Австрия (Ö3 Austria Top 40)                | 33             |
| Бельгия/Фландрия (Ultratop 50)             | 43             |
| Бельгия/Валлония (Ultratip Bubbling Under) | 20             |
| Канада (Billboard Canadian Hot 100)        | 14             |
| Чехия (Singles Digitál Top 100)            | 9              |
| Дания (Tracklisten)                        | 17             |
| Финляндия (Suomen virallinen lista)        | 11             |
| Франция (SNEP)                             | 44             |
| Германия (GfK)                             | 35             |
| Ирландия (IRMA)                            | 14             |
| Italy (FIMI)                               | 36             |
| Нидерланды (Single Top 100)                | 27             |
| New Zealand (Recorded Music NZ)            | 29             |
| Norway (VG-lista)                          | 14             |
| Португалия (AFP)                           | 18             |
| Шотландия (OCC Scotland)                   | 87             |
| Словакия (Singles Digitál Top 100)         | 6              |
| Spain (PROMUSICAE)                         | 84             |
| Sweden (Sverigetopplistan)                 | 10             |
| Швейцария (Schweizer Hitparade)            | 16             |
| Великобритания (OCC UK Singles)            | 20             |
| Великобритания (OCC UK Hip Hop/R&B)        | 9              |
| США (Billboard Hot 100)                    | 20             |
| США (Billboard Hot R&B/Hip-Hop Songs)      | 10             |
| США (Billboard Rhythmic)                   | 34             |
| США, Rolling Stone Top 100                 | 5              |

## История релизов
| Регион | Дата            | Формат               | Лейбл(ы)    | Источники |
| ------ | --------------- | -------------------- | ----------- | --------- |
| Разные | 19 февраля 2020 | Цифровая дистрибуция | XO Republic | [ 39 ]    |